# Juan Antonio March Pujol

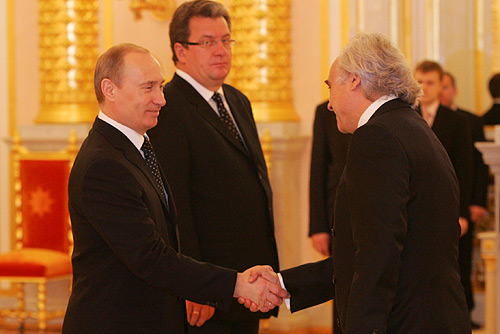
Juan Antonio March Pujol wręcz listy uwierzytelniające Władimirowi Putinowi, 2008

Juan Antonio March Pujol (ur. 27 lutego 1958 w Barcelonie) – hiszpański dyplomata, od 2008 ambasador nadzwyczajny i pełnomocny w Rosji i na Białorusi. 

## Życiorys
Z wykształcenia jest prawnikiem. Od 1987 związany z dyplomacją, był m.in. dyrektorem generalnym Instytutu Współpracy Iberoamerykańskiej (hiszp. Instituto de Cooperación Iberoamericana, ICI), wiceprezesem Hiszpańskiej Agencji Współpracy Międzynarodowej (Agencia Española de Cooperación Internacional, AECI). 
Pełnił obowiązki sekretarza ambasady w Wielkiej Brytanii oraz radcy ambasady w Meksyku. W 2004 został stałym przedstawicielem w randze ambasadora przy Organizacji Narodów Zjednoczonych w Genewie. W 2006 pełnił obowiązki przewodniczącego Komisji Finansów Światowej Organizacji Handlu oraz prezesa Rady Międzynarodowej Organizacji Migracji. W 2008 rozpoczął misję jako ambasador nadzwyczajny i pełnomocny w Moskwie, akredytowany również na Białorusi.  